# Аморгос
Аморгос (грчки грч. ) је једно од острва у скупини Киклада у Грчкој. Управно острво припада округу Наксос у оквиру Периферије Јужни Егеј, где са оближњим острвцима чини засебну општину. 

## Природни услови
Аморгос је једно од већих острва Киклада, удаљено око 200 km југоисточно од Атине. Острво је веома издужено у правцу исток-запад, око 30 km, а ширине око 5 km. Острво је планинско у већем делу. Клима је средоземна и веома сушна. Биљни и животињски свет су такође особени за ову климу, а од гајених култура доминира маслина.

## Историја
За Аморгос, као и за целокупне Кикладе, је необично важно раздобље касне праисторије, тзв. Кикладска цивилизација, зависна и блиска Критској. Иза Кикладске цивилизације су данас остале бројне фигурине-идоли, везане за загробни живот, а неке од њих су нађене баш на Аморгосу. Током старе Грчке Аморгос је био један у низу малих, али важних полиса у овом делу Грчке. После тога острвљем је владао стари Рим, а затим и Византија. 1204. године после освајања Цариграда од стране Крсташа Киклади потпадају под власт Млечана, под којима остају вековима, до средине 16. века, када нови господар постаје османско царство. Иако становништво Аморгоса није било превише укључено у Грчки устанак 20их година 19. века, оно је одмах припало новооснованој Грчкој. Међутим, у 20. веку долази до исељавања месног становништва. Последњих деценија ово је донекле умањено развојем туризма.

## Становништво
Главно становништво на Аморгосу су Грци. Аморгос спада у ређе насељена острва међу великим острима Киклада. Највећа насеља на острву су Хора, Катапола и Ејали.

## Привреда
Привреда Аморгоса се заснива на туризму и поморству, а мање на традициналној пољопривреди (јужно воће, маслине). Острво је повезано фериботима са острвима Наксос и Парос, као и са оближњм острвима.

## Филм
На Аморгосу су снимани делови филма Велико плаветнило режисера Лика Бесона.